# Lego Batman: L'Héritage du Chevalier Noir
1. REDIRECTION Lego Batman : L'Héritage du Chevalier Noir